# Маковка (гора)
Ма́ковка (укр. Маківка) — гора высотой 958 метров в Высоких Бескидах, расположенная на территории Украины в 8 км к северу от посёлка Славское.

## Упоминание в истории
Гора вошла в историю как арена кровопролитных боёв Первой мировой войны. Весной 1915 года за контроль над ней по обе стороны фронта сражались этнические украинцы — на стороне Австро-Венгрии военнослужащие Легиона украинских сечевых стрельцов, на стороне Русской императорской армии — части, состоящие из кубанцев и украинцев, призванных из Юго-Западного края.
В 1920-х годах членами УВО на месте боёв были установлены памятные знаки, которые были восстановлены в конце XX века членами украинских националистических организаций после обретения Украиной независимости. В августе 1999 года на горе был открыт мемориал-некрополь сражавшихся там сечевых стрельцов, исполненный художниками отцом и сыном Евгением и Яремой Безниски и архитектором Василием Каменщиком.